# San Antonio Commanders
Los San Antonio Commanders es un equipo de fútbol americano profesional con sede en San Antonio, Texas, y uno de los equipos fundadores de la Alliance of American Football. La liga se comenzó a jugar en febrero de 2019, y disputan sus encuentros como local en el Alamodome.

## Historia
El equipo fue presentado el 21 de junio de 2018. También, la liga anunció el exentrenador de San Diego Chargers, Mike Riley, sería el entrenador jefe y el ex fullback de Cowboys de Dallas, Daryl Johnston, sería contratado como Gerente general del equipo.  Los nombres y los logotipos de los cuatro equipos del Oeste fueron revelados el 25 de septiembre. El nombre es un tributo a la historia militar de San Antonio, con los colores granate y la plata que representan a la ciudad y las espadas pequeñas que fueron llevadas por agentes militares, respectivamente.
El primer partido del equipo finalizó con victoria (5–6) contra San Diego Fleet el sábado 9 de febrero de 2019.

## TV y Radio
Además de la cobertura televisiva de la liga por parte de NFL Network, CBS Sports, TNT y B/R Live, los partidos del Commmanders también se transmiten en la radio local por KZDC, 1250AM y 94.5FM, una parte de ESPN Radio.